# Maria Antonietta Macciocchi
Maria Antonietta Macciocchi (Isola del Liri, Frosinone, 23 de julio de 1922 - Roma, 15 de abril de 2007) fue una periodista y política italiana, miembro del Partido Radical y miembro del Parlamento Europeo entre 1979 y 1984.
En 1968 resultó elegida diputada por el Partido Comunista (PCI), cargo que finalizó en 1972 sin que fuera investida.
Salió elegida en las elecciones europeas de 1979 por las listas del Partido Radical. Fue miembro de la Comisión Jurídica, de la Comisión de control de poderes y de la Comisión de Investigación acerca de la situación de la mujer en Europa.
Se unió al Grupo Parlamentario «Grupo de coordinación técnica y de defensa de los grupos y diputados independientes» hasta febrero de 1982; luego, tras abandonar la línea radical, se unió al «Grupo Socialista», sin renunciar al escaño que había obtenido por las listas del PR.